# 中国人民解放军陆军合成第六师
合成第六师（英語：6th Combined Arms Division），又称“高原劲旅”，是中国人民解放军新疆军区下辖的一个合成师，驻新疆维吾尔自治区和田市。

## 历史概述
1966年6月，以周恩来總理建立高原勁旅的告示，總參謀部議以新疆军区步兵二、四團、阿裡騎兵支隊與軍區獨立高射炮營為基础，成立第一高原師。11月，中共中央軍委授高原師番號為中國人民解放軍陸軍第六師（1968年3月正式成立），師長蔚福恭、政委林忠，領步兵十六、十七、十八團（一連以“进藏先遣英雄连”为名）、炮兵三一一團（1969年六月改為陸軍六師炮兵團），歸南疆軍區，從中印機動戰、修戰備、邊卡防守諸事。1969年，新疆軍區騎三團解散，所屬六連隊調歸六師。1985年9月，陸軍六師整為新疆軍區步兵六師，行北方乙種步師的編制，所轄步兵十六、十八團行教導團的編制，步兵十七團行北方甲種步兵師的編制。1986年3月，步兵十六團由步兵十一師代轄（1990年1月仍歸六師领导）。1987年10月，步兵六師歸南疆軍區领导。1990年3月，由北方乙種步師整為高原摩托化步兵師，所屬三步兵團皆改为高原摩托化步兵團。1992年1月，十八團六連被中央軍委授予“衛國英雄連”的荣誉称号。1993年10月，步兵十八團改機步團。1995年3月，由高原摩托化步師整為北方乙種步兵師。
2003年，改為機械化步兵師，步兵十六團改為師裝甲團，且立師防空團，為人民解放軍裝甲兵中惟一采輕重相合、輪履雜體之裝甲機械化軍。
1962年，其師之前身步兵二團、阿裡騎兵支隊参加中印邊衛反擊戰。1999年以来，其師二次被四總部錶為軍事訓練一級組織。
2020年，在深化国防和军队改革中被整编为中国人民解放军陆军合成第六师。

## 沿革
参考来源：
| 部隊番號             | 使用時期              |
| -------------------- | --------------------- |
| 陆军第六师           | 1968年3月-1985年11月  |
| 高原摩托化步兵第六师 | 1985年11月-2003年10月 |
| 机械化步兵第六师     | 2003年10月-2020年5月  |
| 合成第六師           | 2020年5月至今         |

## 被授予荣誉称号的单位
- 进藏先遣英雄连：原机步第十八团第一连。
- 为国英雄连、民族六连：合成第十八团第六连，前新疆军区独立骑兵第三团通信连